# Felice società dei balestrieri e dei pavesati
La Felice società dei balestrieri e dei pavesati era la milizia cittadina romana tra il XIV e XV secolo.

## Storia
Nel medioevo, in tempi di pace, non esisteva un corpo militare unico, ma piuttosto una milizia rionale guidata da un capopopolo eletto nel rione di appartenenza.
Questa era costituita principalmente da artigiani, contadini e commercianti che si armavano con la ciclicità dei servizi di leva, per il controllo dell'ordine pubblico o in caso di assedio.
La milizia operava, però, in un contesto, in cui, più forze si scontravano. La Roma del basso medioevo era, difatti, tormentata dalle lotte intestine tra le potenti famiglie nobili cittadine: Colonna, Caetani, Savelli si contendevano il potere e gli stessi conclave si svolgevano sotto la minaccia delle armi.
Per tale motivo, la capacità di garantire la sicurezza della popolazione era, decisamente, inficiata da armigeri e mercenari al soldo delle potenti famiglie.
Alla morte di Bonifacio VIII (1294-1303), Clemente V (1264-1314) si trasferì ad Avignone per sottrarsi alle violenze cittadine ponendosi sotto la protezione del re di Francia, Filippo IV.
La partenza del Papa, lasciò la città in balia delle faide dei nobili e dei saccheggi di compagnie di ventura che infestavano l'agro romano.
Nei primi decenni del XIV secolo la città era in tumulto, poiché la popolazione era esasperata dalla prepotenza di cavallerotti e nobili.
Nel 1342 emerse la figura di Cola di Rienzo del rione Regola, inviato a più riprese dalla città, come ambasciatore, alla sede papale di Avignone per chiedere un impegno del Vaticano a risollevare Roma dalla miserevole condizione in cui era decaduta. Un uomo carismatico che nel 1347 salì al Campidoglio, con il beneplacito di Clemente VI (1291-1352). Fu questo il primo tentativo di “ buon governo” popolare. Cola Di Rienzo s'impegnò in un'opera di restauro delle istituzioni cittadine, in modo particolare, della milizia, che doveva diventare il nucleo saldo intorno a cui la città e la popolazione doveva rinascere.
Dai tredici rioni, in cui era divisa la città, probabilmente retaggio della dominazione bizantina, assoldò armati e fece addestrare 1300 fanti e 325 cavalieri, che presidiarono la capitale cristiana, allontanando nobili e cavallerotti dalle cariche politiche.
Le alterne fortune della giovane repubblica portarono, tuttavia, alla prematura scomparsa del tribuno romano e alle riforme di Innocenzo VI.

## La nascita della Felice Società
La Felix societas pavesatorum et balistrar, alme Urbis prese l'epiteto felix dal ricordo del “felicissimus exercitus romanus” e fu con il governo Banderese, nel 1358, che si completò l'opera di ristrutturazione della milizia del Di Rienzo. 
L'esercito cittadino aveva un organico di 3000 uomini, reclutati dai tredici rioni, suddivisi in due schiere di 1500 balestrieri e 1500 pavesati.
I due Banderesi, oltre a presiedere il governo repubblicano, avevano il comando della milizia, coadiuvati da due anteposti e due prevosti. 
Alle loro dipendenze c'erano i conestabili, capitani di drappelli formati da venticinque uomini.  I conestabili avevano anche il compito di addestratori, reclutatori e guida morale delle giovani reclute sui diritti e doveri del cittadino romano. 
Dopo il periodo di leva gli uomini tornavano alle loro attività civili, restando legati da un giuramento prestato dinnanzi a notai e conestabili, con l'obbligo di accorrere ai rintocchi delle campane del Campidoglio, in caso di minacce. 
Si creò così un gruppo coeso e saldato intorno a solidi principi morali.

## In tempo di pace e guerra
I balestrieri erano protetti da corazze, fregiate dell'arme della Repubblica, possedevano cavalli e balestre, e in tempo di pace, avevano il compito di pattugliare le campagne per allontanare fuorilegge e soldati di ventura dal agro romano. 
I pavesati erano una fanteria pesante, armati di spade e grandi scudi, detti pavesi dalla città di Pavia, dovevano mantenere il controllo delle mura, delle porte e delle vie cittadine.
In battaglia, i pavesati si schieravano con il loro scudi a protezione dei balestrieri, che falcidiavano le file della cavalleria nemica per favorire la successiva avanzata della fanteria.